# Піренейські хвойні та мішані ліси
Піренейські хвойні та мішані ліси — екорегіон помірних широколистяних та мішаних лісів на південному заході Європи. 
Простягається вздовж гір Піренеї, вздовж кордону між Францією та Іспанією, і включає всю Андорру. 
Екорегіон простягається від нижніх схилів Піренеїв до його найвищих вершин — Ането (3 404 м), Посети (3 375 м) та Віньмаль (3 298 м).
Ліси Піренеїв знаходяться на переході між середземноморськими кліматичними районами Іспанії та Франції, 
що лежать на південь та схід, та більш вологими та помірними лісами Західної Європи, що лежать на заході та півночі 

## Флора
Висотний ареал екорегіону та його різноманітні кліматичні регіони (морський помірний на заході, континентальний у центрі та 
середземноморський на сході) підтримують різноманітні рослинні угруповання та види. 
Екорегіон налічує 3500 місцевих видів рослин, у тому числі 200 ендемічних видів. 

Лісисті передгір’я південного схилу, відомі як Передпіренеї, мають перехідний середземноморський клімат із сухим літом. 
До характерних дерев належать Quercus ilex, Quercus faginea, Quercus pubescens, Tilia platyphyllos 
та Acer opalus. 
Середньовисотні ліси включають листопадні широколистяні дерева, з дерев Quercus petraea, Quercus pubescens, Fagus sylvatica, 
а також хвойні ліси Pinus sylvestris та Pinus nigra

Високогірні ліси переважно складаються з Fagus sylvatica та Abies alba. Pinus mugo поширена 
в районах континентальним кліматом центральних Піренеїв з більш холодними зимами.

Субальпійські та альпійські рослинні спільноти зустрічаються над лісовою лінією і включають багато ендемічних видів.

## Фауна
До великих ссавців належать Ursus arctos pyrenaicus, Canis lupus signatus, Rupicapra pyrenaica pyrenaica, Sus scrofa, Cervus elaphus elaphus та Capreolus capreolus. 
Galemys pyrenaicus - вразливий дрібний ссавець, який мешкає у Кантабрійських горах.

Ursus arctos pyrenaicus, південно-західноєвропейський підвид євразійського бурого ведмедя, зараз вимер у Піренеях; 
останній кантабрійський бурий ведмідь був застрелений в 2004 році. 
Кантабрійський бурий ведмідь зараз зустрічається далі на захід у Кантабрійських горах.

Починаючи з 1996 р. Уряд Франції запровадив реінтродукцію євразійських бурих ведмедів зі Словенії у Французькі Піренеї.
.
Станом на 2019 рік у Піренеях було від 40 до 50 бурих ведмедів.

Capra pyrenaica pyrenaica вимер у 2000 році

В 2014 році невелике стадо Capra pyrenaica victoriae було реінтродуктовано у Піренейському національному парку. 
До 2020 року поголів'я національного парку та сусіднього Регіонального парку Ар’єж зросла до 400 голів

У Піренеях зустрічається до 120 видів птахів, серед них варто відзначити Gypaetus barbatus, Tetrao urogallus aquitanicus та Lagopus muta.

## Заповідні території
3 863 км², або 10%, екорегіону знаходиться у заповідних територіях. 
Лише 1% незахищеної території все ще покрито природним лісом.

Заповідні території включають Parque natural de los Valles Occidentales, Ордеса-і-Монте-Пердідо та природний парк Посетс–Маладета в Арагоні, національний парк Айгуес-Тортес-і-Лаго-Сан-Маурісіо, природний парк Високі Пірінеї та Каді-Мойксеро у Каталонії та Національний Піренеї. Parc naturel régional des Pyrénées ariégeoises та Parc naturel régional des Pyrénées catalanes у Франції